# Propadiène
Pour les articles homonymes, voir Allène (homonymie).
Le propadiène ou allène est le premier représentant des allènes, à savoir les hydrocarbures présentant deux doubles liaisons C=C directement enchaînées. Sa formule brute est : C3H4.

## Synthèse ettautomérie
La préparation du propadiène démarre à partir de bromure d'allyle. Ce dernier est converti avec du brome en 1,2,3-tribromopropane (en) qui subit ensuite une déshydrohalogénation en 2,3-dibromopropène. Finalement, une réduction à l'aide de poudre de zinc donne le propadiène:
Le propadiène est en fait en équilibre tautomérique avec le propyne, le mélange étant appelé MAPD pour MéthylAcétylène (nom trivial du propyne)-PropaDiène :
H3CC≡CH ⇌ H2C=C=CH2 avec Keq = 0,22 (270 °C)/ 0,1 (5 °C)
Le MAPD apparaît comme un produit secondaire, souvent indésirable, dans le craquage de propane en propène, un composé de première importance dans l'industrie chimique. Ce MAPD interfère dans la polymérisation catalytique du propène.

## Caractéristiques
- Phase liquide :
  - Point d'ébullition (1,013 bar) : −34,4 °C

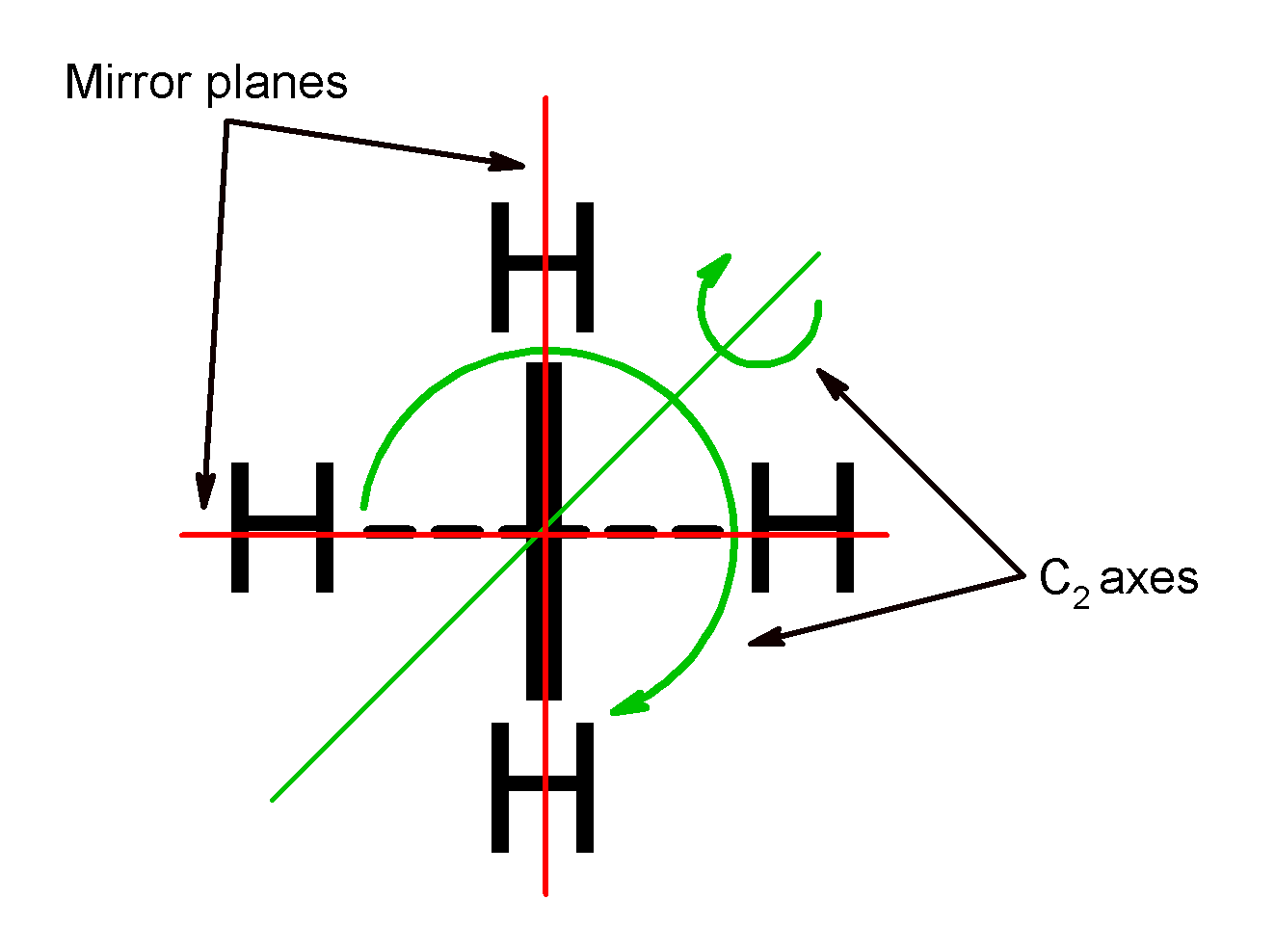
Symétries de l'allène.

  - Masse volumique de la phase liquide (1,013 bar au point d'ébullition) : 657,5 kg·m-3
  - Équivalent gaz/liquide (1,013 bar et 15 °C) : 386 vol/vol
  - Chaleur latente de vaporisation (1,013 bar au point d'ébullition) : 464,73 kJ/kg

- Phase gazeuse :
  - Masse volumique du gaz (1,013 bar au point d'ébullition) : 2,12 kg·m-3
  - Masse volumique de la phase gazeuse (1,013 bar et 15 °C) : 1,69 kg·m-3
  - Facteur de compressibilité (Z) (1,013 bar et 15 °C) : 0,9839
  - Masse volumique (air = 1) (1,013 bar et 21 °C) : 1,41
  - Chaleur spécifique à pression constante (Cp) (1,013 bar et 25 °C) : 0,073 kJ/(mole.K)